# 스쿠텔로사우루스

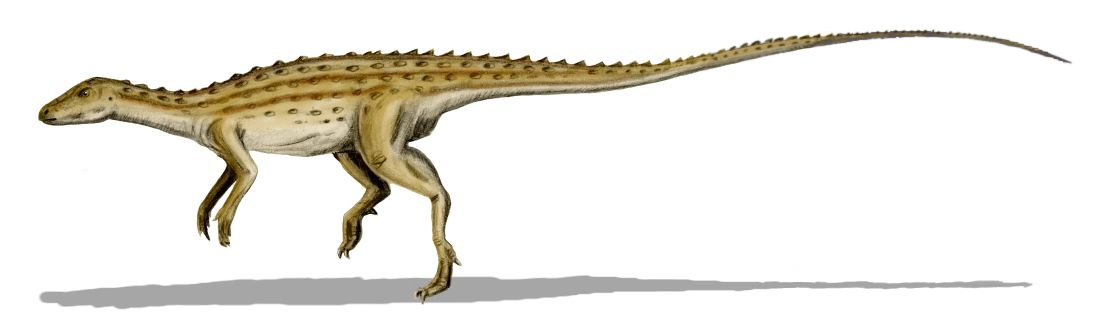

스쿠텔로사우루스(Scutellosaurus)는 몸에 갑옷이 나 있는 초기 티레오포라이다.